# منعكس بينبريدج
منعكس بينبريدج (بالإنجليزية: Bainbridge reflex)‏ ويسمى أيضاً المنعكس الأذيني (بالإنجليزية: atrial reflex)‏ هو منعكس فيزيولوجي يسبب زيادة في نظم القلب (بالإنجليزية: heart rate)‏ نتيجة زيادة الضغط الوريدي المركزي. يتم الكشف عن زيادة حجم الدم عن طريق مستقبلات الشد (بالإنجليزية: stretch receptors)‏ الموجودة في كل من الأذينين في منطقة الوصل الأجوفية الأذينية.

## تاريخ اكتشاف المنعكس
وصف فرانسيس آرثر بينبريدج، وهو طبيب بريطاني، هذا المنعكس في عام 1915 عندما كان يجري تجاربه على الكلاب. وجدت بينبريدج أن حقن الحيوان بدم أو سائل ملحي عبر الوريد أدى إلى زيادة نظم القلب (بالإنجليزية: heart rate)‏. تحدث هذه الظاهرة حتى لو لم يكن هنالك ارتفاع في ضغط الدم الشرياني. ولاحظ كذلك أن نظم القلب يزداد عندما يرتفع الضغط الوريدي بما يكفي ليمدد الأذين الأيمن من القلب، ولاحظ بينبريدج أن إزالة التعصيب (بالإنجليزية: denervation)‏المبهمي للقلب يؤدي إلى إلغاء وعدم ظهور هذه الآثار.
توجد مستقبلات هذا المنعكس في الأذين، نوع هذه المستقبلات هو مستقبلات للشد، وتستثار هذه المستقبلات بالتمدد (التمطط) عندما يزداد الحجم داخل الأذين فينتزع استقطابها، وترسل التنبيهات على شكل نبضات بواسطة العصب القحفي العاشر (المبهم) إلى المراكز القلبية الوعائية في جذع الدماغ، حيث يثبط المركز المبهمي (اللاودي) وينشط المركز الودي، والذي يساعد على تسرع النظم القلبي وزيادة قلوسية القلب، وذلك لمنع الركودة الدموية في الوريدين الأجوفين والأذينين ولمنع ارتفاع الضغط الشرياني.

## مكونات المنعكس
لكل منعكس خمسة عناصر هي:
| المستقبل      | الطريق الوارد | المركز العصبي         | الطريق الصادر | العضو الهدف |
| ------------- | ------------- | --------------------- | ------------- | ----------- |
| مستقبلات الشد | العصب المبهم  | المركز القلبي الوعائي | أعصاب ودية    | القلب       |